# Ponte aquífera

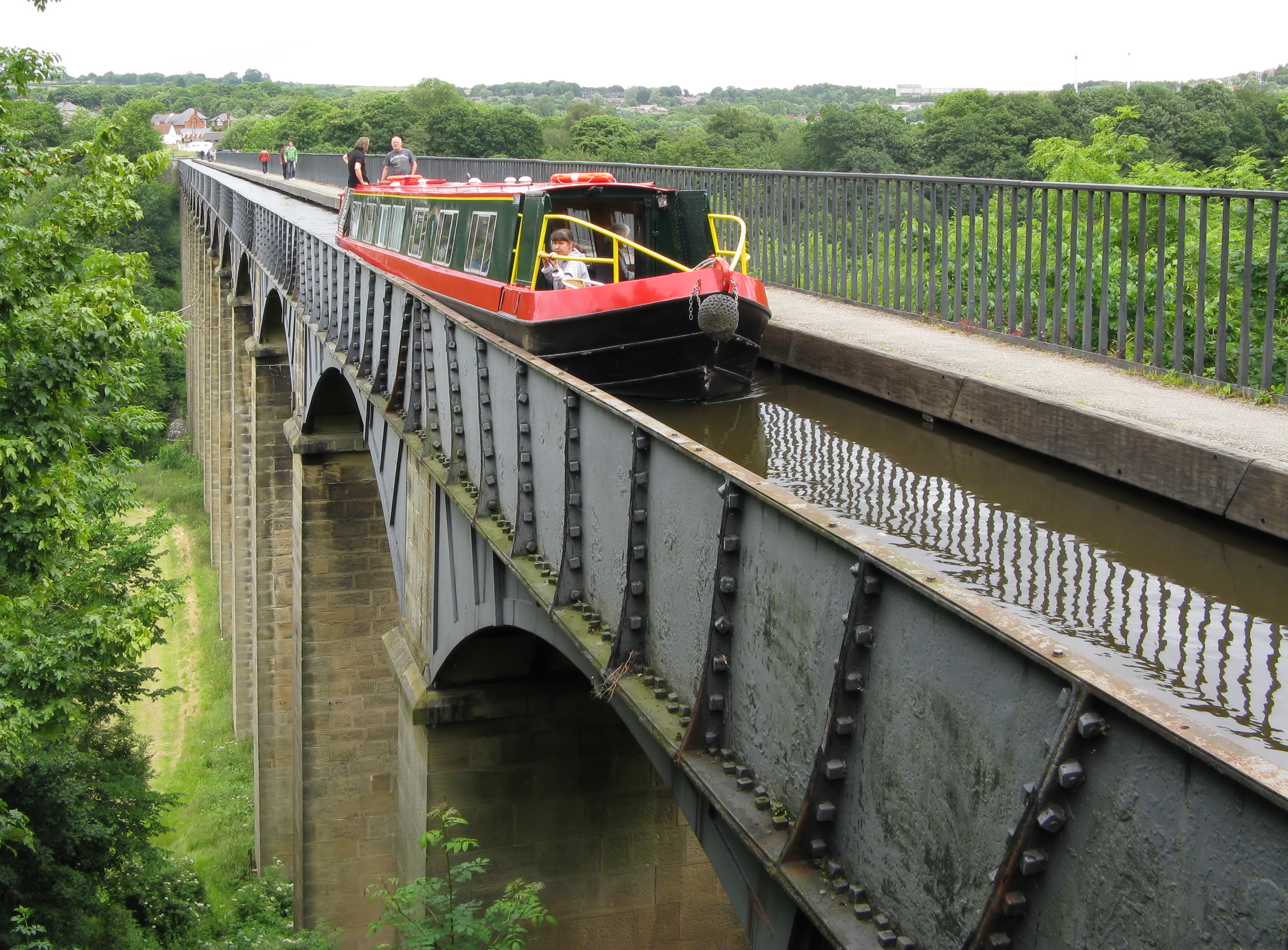
O Aqueduto Pontcysyllte no Canal Llangollen, Denbighshire, País de Gales.

Uma ponte aquífera ou aquedu(c)to navegável é um tipo de ponte percorrida por água (parada ou corrente) e permite o transporte de barcos sobre obstáculos como vales ou rios.
Comumente se utilizam eclusas para elevar e descender os barcos.